# Rhabdomastix nigropumila
Rhabdomastix nigropumila är en tvåvingeart som beskrevs av Alexander 1964. Rhabdomastix nigropumila ingår i släktet Rhabdomastix och familjen småharkrankar. Inga underarter finns listade i Catalogue of Life.